# أنطونيو ماتارازو
أنطونيو ماتارازو (بالإنجليزية: Antonio Matarazzo)‏ هو لاعب كرة قدم أمريكي في مركز الوسط، ولد في 29 أبريل 1993 في فير لون في الولايات المتحدة. لعب مع نيويورك ريد بولز.